# چغا کبود
چغا کبود مربوط به پیش از دوره اشکانیان است و در شهرستان دلفان، روستای کفراج واقع شده و این اثر در تاریخ ۵ آذر ۱۳۸۰ با شمارهٔ ثبت ۴۲۶۶ به‌عنوان یکی از آثار ملی ایران به ثبت رسیده است.